# Hans Wegener (Bibliothekar)

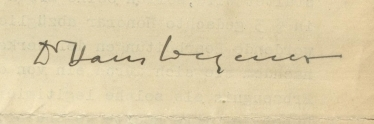
Unterschrift von Hans Wegener

Hans Wegener (* 27. Mai 1896 in St. Avold, Lothringen; † 27. Dezember 1980 in Bremen) war ein deutscher Bibliothekar und Buchautor.

## Leben

### Familie und Ausbildung
Der evangelisch getaufte, gebürtige Lothringer Hans Wegener, Sohn des Forstmeisters Gustav Wegener und dessen Ehegattin Caroline geborene Zimmermann, wandte sich nach dem Abitur, gefolgt von der Teilnahme am Ersten Weltkrieg, dem Studium der Kunstgeschichte, Philosophie und Nationalökonomie an den Universitäten Straßburg, Münster und Heidelberg sowie an der TH und der Kunstgewerbeschule in Stuttgart zu. 1924 erwarb er in Heidelberg den akademischen Grad eines Dr. phil., 1929 legte er in Berlin seine bibliothekarische Fachprüfung ab.
Hans Wegener heiratete im Jahre 1924 Dorothee geborene von Mengersen. Aus dieser Ehe entstammten die Kinder Thomas und Cornelia. Wegener verstarb im Dezember 1980 fünf Monate vor Vollendung seines 85. Lebensjahres in Bremen.

### Beruflicher Werdegang
- Bibliothekarslaufbahn

Hans Wegener trat unmittelbar nach der Promotion an der Preußischen Staatsbibliothek in Berlin in den Bibliotheksdienst ein. Von 1940 bis 1942 war im Bibliotheksschutz in Frankreich tätig und leitete danach bis 1945 die wissenschaftlichen Bibliotheken in Metz. 1951 wurde er zum Direktor der Staatsbibliothek in Bremen bestellt, 1961 feierlich in den Ruhestand verabschiedet.
Hans Wegener befasste sich insbesondere mit der Handschriftengeschichte, mit Bilderhandschriften sowie der Geschichte der Buchillustration.
- Sachbuchautor

1930 hatte er mit dem Leipziger Verlag J. J. Weber einen Vertrag über die Erstellung eines zweibändigen deutschen kulturgeschichtlichen Atlasses (ca. 800 bis 1500) abgeschlossen; er sollte den Vermerk „Mit Unterstützung des Bildarchivs der preussischen Staatsbibliothek und zahlreicher deutscher Bibliotheken“ tragen. Im ersten Band wäre die Karolingerzeit und im Folgeband die Gotik behandelt worden. Der 1938 sogar erneuerte Vertrag wurde allerdings nicht realisiert; es liegen keine Eintragungen in den einschlägigen Buchverzeichnissen vor. Allerdings trat Wegener mit mehreren Titeln in der Weberschiffchen-Bücherei des Verlags in Erscheinung, die kulturgeschichtliche Themen im weitesten Sinne behandelten; er lieferte dort auch Illustrationen für andere Reihentitel.

## Publikationen
- Beschreibendes Verzeichnis der deutschen Bilderhandschriften des späten Mittelalters in der Heidelberger Universitäts-Bibliothek. J. J. Weber, Leipzig, 1927, (online).
- Beschreibendes Verzeichnis der Miniaturen und des Initialschmuckes in den deutschen Handschriften bis 1500 (= Beschreibende Verzeichnisse der Miniaturen-Handschriften der Preussischen Staatsbibliothek zu Berlin. Bd. 5). J. J. Weber, Leipzig, 1928.
- Das Gebetbuch der Johanna von Bocholt. In: Westfälische Studien. Beiträge zur Geschichte der Wissenschaft, Kunst und Literatur in Westfalen. Alois Bömer zum 60. Geburtstag gewidmet. Hiersemann, Leipzig 1928, S. 228–232.
- Die Geschichte des 3. Ober-Elsässischen Infanterie-Regiments Nr. 172. Bearbeitet nach den amtlichen Kriegstagebüchern und Berichten von Mitkämpfern. Sporn, Zeulenroda (Thüringen) 1934.
- Alte deutsche Bauernweisheit (= Weberschiffchen-Bücherei. 2). J. J. Weber, Leipzig 1935
- Vom deutschen Bauerngarten. Seine Gestalt und seine Geschichte (= Weberschiffchen-Bücherei. 28). J. J. Weber, Leipzig 1937
- Einleitung in: Küchenmeisterei. In Nürnberg von Peter Wagner um 1490 gedruckt (= Veröffentlichungen der Gesellschaft für Typenkunde des XV. Jahrhunderts. Reihe B: Seltene Frühdrucke in Nachbildungen. 3, ZDB-ID 529484-8). Faksimile nach dem Exemplar der Herzog-August-Bibliothek in Wolfenbüttel. Mit einem Glossar und einer Bibliographie. Harrasowitz, Leipzig 1939.
- als Herausgeber: Beiträge zur Geschichte der Staatsbibliothek Bremen. C. Schünemann, Bremen 1952.
- Schönes altes Bremen in Stichen und Lithographien. F. Trüjen, Bremen 1957.